# 圣安德烈亚斯断层
圣安德列斯断层（又譯聖安地列斯斷層、聖安德烈亞斯斷層、聖安德魯斯斷層），是北美洲一處頻繁活動的斷層。

## 紀要
此斷層约1300公里長，位于太平洋板块和北美洲板块交界处的錯動性板塊，横跨美国加利福尼亚州西部和南部以及墨西哥下加利福尼亚州北部和东部的断层。這是地球上地層活動最頻繁的區域之一，最近一次的重大地震紀錄是1906年，强度达里氏震级7.8的舊金山大地震。
1895年，加州柏克萊大學的教授安德魯·勞森首先發現了這個斷層帶的北端部分，並以舊金山南方的聖安德列斯湖替此斷層命名。舊金山大地震之後，Lawson的研究證實了此斷層可以一路向南、延伸到人口更多的南加州地區。1953年，地質學家湯瑪斯·迪布利更進一步地推論，一旦發生板塊運動，影響及災害將可能擴及整個斷層所及的區域。

## 現況
断层以西的太平洋板塊及以东的北美洲板块正分别向西北和西南方向移动（断层处测得北美洲板块的移动方向偏向东南），平均每年滑动距离为33至37毫米。北美洲板块向西移构成的挤压力形成海岸山岭，相似地，太平洋板块北移则形成横断山岭和圣克鲁斯山脉。

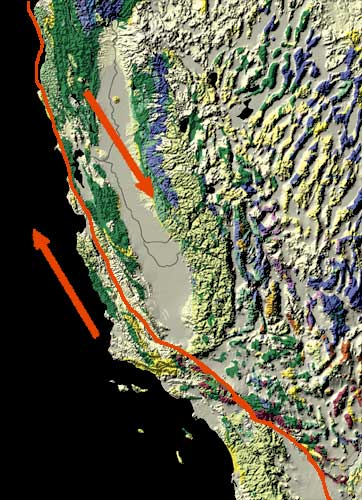
圣安德列斯断层地形图，箭头显示板块移动方向

在加州蒙特瑞郡的Parkfield當地附近，由於會以大約廿二年為一週期發生一次芮氏規模六以上的地震（有紀錄的近代地震分別在1857／1881／1901／1922／1934／1966年），因此便被視為研究聖安德列斯斷層活動的一個重要基地。不過，按週期推算，原本應該在1993年左右發生的地震，卻遲至2004年才真正發生。2004年之後，一個名為「聖安德列斯深度探測」（San Andreas Fault Observatory at Depth, a.k.a. SAFOD）的計畫開始啟動，科學家們在Parkfield進行開挖，目標是能夠掘入斷層內部兩英哩（約三千公尺）深，期以能夠更準確地預測地震活動。
一份2006年的研究顯示，聖安德列斯斷層目前所積累的能量，已足以引發一次大型（大於芮氏規模七）地震。這份研究也顯示，斷層的北段和中段在近代都曾有大型的能量釋放（分別在1857／1906年），但唯獨南段在最近三百年之間，都沒有相等規模的活動。一旦大型地震來臨，將對人口密集的南加州地區造成重大破壞。這份研究的末尾如此結論：「現有的資訊都顯示，斷層已準備迎來一次大型地震──但直到板機扣下、搖晃開始的那一刻之前，我們都不知道（地震何時會發生）......可能就是明天，但也可能是十年或甚至更久之後。」

## 重大地震
- 1857年，Fort Tejon，芮氏規模7.9
- 1906年，舊金山，芮氏規模7.8
- 1957年，舊金山，芮氏規模5.7
- 1989年，Loma Prieta，芮氏規模6.9
- 2004年，Parkfield，芮氏規模6.0
- 2019年，南加州，芮氏規模7.1

## 电影
美國1974年電影《大地震》和2015年電影《加州大地震》，內容均是以此斷層的重大地震為題材。